# Henry Jacquet
Pour les articles homonymes, voir Jacquet.
Henry Jacquet , né le 28 août 1856 à Anzin et mort le 19 mai 1924 à Nice, est un peintre français.

## Biographie
Léon Henri Jacquet est le fils de Pierre Charles Jacques Jacquet, employé aux mines, et de Joséphine Mériau.
Élève d'Alexandre Cabanel, il expose au Salon à partir de 1889.
Il rejoint chaque été Adrien Demont et intègre l'École de Wissant.
En 1883, il obtient le poste de directeur de l'école des Beaux Arts de Tourcoing
Il épouse Marie Louise Georgette Marin.
Il meurt à Nice à l'âge de 67 ans.